# Marianne Brandt
Marianne Brandt, de nacimiento Marianne Liebe, (Chemnitz, Alemania, 1 de octubre de 1893 - Kirchberg, Sajonia, 18 de junio de 1983) fue una pintora, escultora y diseñadora industrial. Al final de su carrera también se dedicó a la fotografía.

## Biografía
Brandt nació en una familia prominente en Chemnitz como Marianne Liebe. Brandt estudió pintura y escultura en la Escuela de Arte Gran Ducal Sajona de Weimar de 1911 a 1917. En 1919 se casó con el pintor noruego Erik Brandt. De 1919 a 1920, ella y su marido vivieron en el extranjero, primero durante un año en Noruega, antes de embarcarse en un viaje de estudios de un año a París y el sur de Francia. Estudió y enseñó en la Bauhaus de Weimar y Dessau de 1923 a 1929. Entre sus estudios en estas dos escuelas, Brandt trabajó como artista independiente.  Estudió pintura con los artistas Fritz Mackensen y Robert Weise antes de estudiar escultura con Robert Engelmann. 
Aunque la Bauhaus afirmaba dar la bienvenida a “cualquier persona de buena reputación, sin importar edad o sexo”, todavía existía un fuerte sesgo de género. László Moholy-Nagy quedó impresionado por el compromiso y el trabajo de Brandt y le ofreció un lugar en el taller metalúrgico de la Bauhaus. Finalmente se convirtió en la única mujer en entrar al Taller de Metales de la Bauhaus. Más tarde, sus compañeros de estudios admitieron ante Brandt que habían creído que la mujer no era válida para trabajar en el taller de metal, y por eso le dieron trabajo aburrido y aburrido; luego se llevaron bien. Cuando Moholy-Nagy dejó su puesto docente en la Bauhaus en 1928, Brandt lo reemplazó como director interino del taller.  Por lo tanto, algunos la consideran pionera en la equidad de género en las artes. 
Se formó como pintora antes de unirse a la Bauhaus de Weimar en enero de 1924, donde asistió a clases con Josef Albers, Wassily Kandinsky y Paul Klee, entre otros, antes de incorporarse al taller de metal en el verano del mismo año.   Allí se convirtió en alumna del teórico y diseñador modernista húngaro László Moholy-Nagy . Rápidamente ascendió al puesto de asistente de taller; cuando Moholy-Nagy dejó la Bauhaus en 1928, se convirtió en directora interina del taller, ocupando el cargo durante un año y negociando algunos de los contratos más importantes de la Bauhaus para colaboraciones con la industria. Estos contratos para la producción de luces y otros diseños de talleres de metal fueron un raro ejemplo de cómo uno de los talleres ayudó a financiar la escuela. Una de sus contribuciones más duraderas son las lámparas que ella y de diseñado para el edificio Bauhaus en Dessau . 
Después de dejar la Bauhaus para trasladarse a Berlín en 1929, Brandt trabajó para Walter Gropius en su estudio de Berlín. Desde finales de 1929 hasta 1932, Brandt fue jefa de diseño en la fábrica Ruppel Metal Goods en Gotha, Alemania, hasta que perdió su trabajo debido a la Gran Depresión en curso. 
A principios de 1933, al comienzo del período nazi en Alemania, Brandt intentó por primera vez encontrar trabajo fuera del país, pero las responsabilidades familiares la obligaron a regresar a Chemnitz. No pudo encontrar un empleo estable durante todo el período nazi. En 1939 se convirtió en miembro de la " Reichskulturkammer ", la organización oficial de artistas del régimen nazi, para obtener materiales artísticos que de otro modo le habrían estado prohibidos. Sin embargo, Brandt nunca fue miembro del Partido Nazi . Después de muchos años de vivir separados, ella y Erik Brandt se divorciaron oficialmente en 1935. 

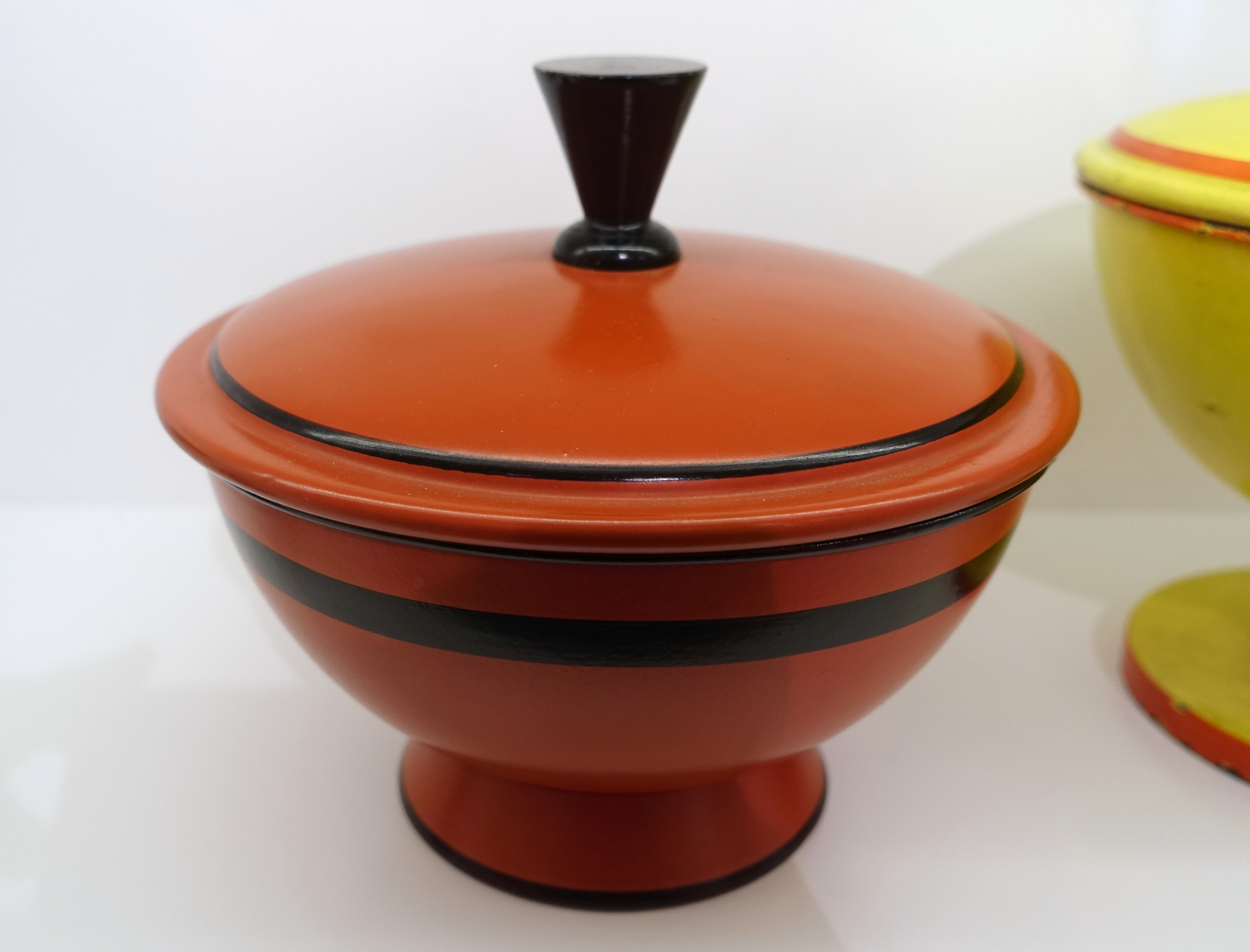
Tinaja, 1930, Marianne Brandt. Museo Cologne

Después de la Segunda Guerra Mundial, Brandt permaneció en Chemnitz para ayudar a reconstruir la casa de su familia, que había sido gravemente dañada por los bombardeos. Vivió sus días en Alemania del Este y murió en Kirchberg, Sajonia, a la edad de 89 años  Por invitación de Mart Stam, Brandt fue profesor de 1949 a 1951 en la Academia de Bellas Artes de Dresde . Enseñó en la Academia de Artes Aplicadas de Berlín de 1951 a 1954.

## Obra
Los diseños de Brandt para ceniceros de metal, servicios de té y café, lámparas y otros objetos domésticos ahora se consideran entre los mejores de la Bauhaus de Weimar y Dessau . Además, estuvieron entre los pocos diseños de la Bauhaus que se produjeron en masa durante el período de entreguerras, y varios de ellos están actualmente disponibles como reproducciones. En una subasta celebrada en diciembre de 2007, una de sus teteras, el infusor de té modelo No. MT49, se vendió por una cifra récord de 361.000 dólares. 
A partir de 1926, Brandt también produjo una serie de trabajos de fotomontaje, aunque todos menos unos pocos no fueron conocidos públicamente hasta la década de 1970, después de que abandonó el estilo Bauhaus y vivió en la Alemania Oriental comunista. Algunos de los fotomontajes llamaron la atención del público después de que el historiador de la Bauhaus, Eckhard Neumann, solicitara los primeros experimentos, estimulado por el resurgimiento del interés por los experimentos modernistas en Occidente. Estos fotomontajes a menudo se centran en la compleja situación de las mujeres en el período de entreguerras, una época en la que disfrutaban de nuevas libertades en el trabajo, la moda y la sexualidad, pero con frecuencia experimentaban prejuicios tradicionales.
En 1926, Brandt se mudó con la Bauhaus a Dessau y un año después se hizo cargo del diseño de iluminación del taller de metal, antes de convertirse en su director de 1928 a 1929. Gran parte de la energía de Brandt se dirigió a sus diseños de iluminación, incluidas colaboraciones con un pequeño número de colegas y estudiantes de la Bauhaus. Uno de sus primeros proyectos fue la lámpara colgante ME78B (1926). Esta elegante lámpara colgante fabricada en aluminio presentaba una sencilla pantalla de platillo combinada con un innovador sistema de poleas y contrapeso, que permitía ajustar la altura de la lámpara con facilidad; El colgante se utilizó en múltiples lugares del campus de Dessau, incluido el departamento de metal, tejido y arquitectura, así como el comedor de la propia casa de Gropius. 
Durante las décadas de 1930 y 1940, Brandt vivió casi aislada, a pesar de tener muchas oportunidades disponibles después de su paso por la Bauhaus. Acababa de terminar de mostrar cinco fotografías en la famosa exposición "FiFo" (Cine y fotografía) organizada por Werkbund. La sección en la que se mostró su trabajo fue comisariada por su antiguo mentor Moholy-Nagy. Después de viajar de trabajo en trabajo y de proyecto en proyecto, Brandt vivió durante dieciséis años en su ciudad natal de Chemnitz y no ocupó ningún puesto oficial. Ella todavía producía trabajo, pero no era para un propósito o encargo específico. Tras retomar la pintura durante el período nazi, continuó pintando durante la RDA, tanto en acuarela como en témpera. Estos materiales eran más baratos y las piezas podían completarse más rápidamente. Las pinturas son a veces melancólicas y deprimentes, pero esto no es sorprendente considerando su época durante el desempleo y el período nazi. 
Brandt también es recordada como un fotógrafa pionera. Creó composiciones experimentales de naturalezas muertas, pero son sus series de autorretratos las que resultan especialmente llamativas. Estos a menudo la representan como una Nueva Mujer de la Bauhaus fuerte e independiente; otros ejemplos muestran su rostro y su cuerpo distorsionados a través de las superficies curvas y espejadas de bolas de metal, creando una imagen mezclada de ella y su medio principal en la Bauhaus. Brandt fue una de las pocas mujeres de la Bauhaus que se distanció de los campos considerados más femeninos en ese momento como el tejido o la alfarería. 

## Juegos de té
Los juegos de té de Brandt utilizan formas geométricas e incorporan ideas de movimientos como el constructivismo y De Stijl . Hay poca ornamentación. Los decorados utilizaron materiales como chapa de plata y latón; y ébano para las asas. Los juegos de té eran casi en su totalidad hechos a mano, pero esto llevó a la producción en masa de productos similares. Los derechos de reproducción del juego de té original de Brandt de 1924 fueron otorgados a Alessi, una empresa italiana de diseño de artículos de metal, en 1985.  Además de los derechos sobre el juego de té, la empresa también tiene derechos para producir su diseño de cenicero con tapa extraíble de 1926. 
Los diseños de juegos de té de Brandt son característicos de las primeras fases del modernismo. La forma predomina sobre el ornamento y hay una clara sensación de compatibilidad al menos simbólica con la tecnología moderna de producción en masa. 